# Estela Alves

Capa do disco Estela Alves

Estela Luísa de Paulo Alves (Lisboa, 15 de dezembro de 1930 – 21 de novembro de 2023), foi uma fadista portuguesa.
Os seus maiores êxitos foram os fados Ou Tarde ou Cedo, de Jerónimo Bragança e Nóbrega e Sousa, e Eu Canto P'ra Toda a Gente, de José Mariano e Jaime Santos. Fez parte do elenco de várias casas de fado, incluindo a Adega Mesquita, onde actuou nas décadas de 1950 e 1960. Aqui foi acompanhada por Joaquim do Vale e Ilídio dos Santos Participou ainda em vários programas de rádio e num programa de televisão transmitido pela Rádio e Televisão de Portugal (RTP), com coordenação do fadista João Ferreira-Rosa.
Foi acompanhada, entre outros, pelo quarteto de cordas de Raul Nery, que incluía José Fontes Rocha, Joel Pina e Júlio Gomes, e também pelo Conjunto de Guitarras de Jorge Fontes, com António Chainho, José Maria Nóbrega e Raul Silva, com os quais gravou.